# Ernesto Duarte Brito
Ernesto Duarte Brito (Jovellanos, 7 de noviembre de 1922 - Madrid, España, 4 de marzo de 1988) fue un músico cubano, autor del bolero  Cómo fue, que alcanzó fama en la interpretación de Benny Moré, y del que más tarde se han hecho incontables versiones en todo el mundo. Fue padre del multiinstrumentista, compositor y arreglista Tito Duarte.

## Trayectoria artística (resumen)
Su extensa carrera musical abarca, además de la faceta de compositor de temas como Nicolasa, El baile del pingüino, Bájate de esa nube, Anda dilo ya, Cicuta tibia, Arrímate cariñito, Dónde estabas tú, Qué chiquitico es el mundo, etc.; la de productor (lanzando  a la fama, primero con el sello discográfico "Gema", que fundó junto a Guillermo Álvarez Guedes, y más tarde con su propio sello "Duarte", a artistas como el citado Benny Moré, Rolando Laserie, Rolo Martínez, Celeste Mendoza, Tata Ramos, Xiomara Alfaro, Fernando Álvarez…), director de orquesta, arreglista y en una etapa posterior, ejecutivo en la  firma discográfica RCA Victor.
Abandonó Cuba en 1961 para afincarse en Madrid, España, donde falleció el 4 de marzo de 1988, a los 65 años de edad.

## Discografía
La prolongada carrera del músico y su orquesta, la Orquesta de Ernesto Duarte, le permitió colaborar con numerosos artistas. Además tenía su propia productora, Grabaciones Duarte.

### Álbumes
- Rolo* con la Orquesta de Ernesto Duarte (1958)
- Celeste Mendoza con las Orquestas de Bebo Valdés y Ernesto Duarte. Seeco (1961)
- Orquesta Ernesto Duarte y Tata Ramos. Calle Mayor (2017)
- Ernesto Duarte y su Orquesta  con Xiomara Alfaro. RCA Camden
- Tata Ramos con Ernesto Duarte y su Orquesta - No Te Mires En El Rio, Grabaciones Duarte
- Tata Ramos con Ernesto Duarte y su Orquesta - Te Quemas. Kubaney.
- Ernesto Duarte y su Orquesta y sus Intérpretes - En El Nautico de Marianao. Duher Productions.
- Tata Ramos con Ernesto Duarte y su Orquesta -  El Nuevo Tata Ramos con Ernesto Duarte y su Orquesta -  Grabaciones Duarte.